# Muzeum Brukenthala

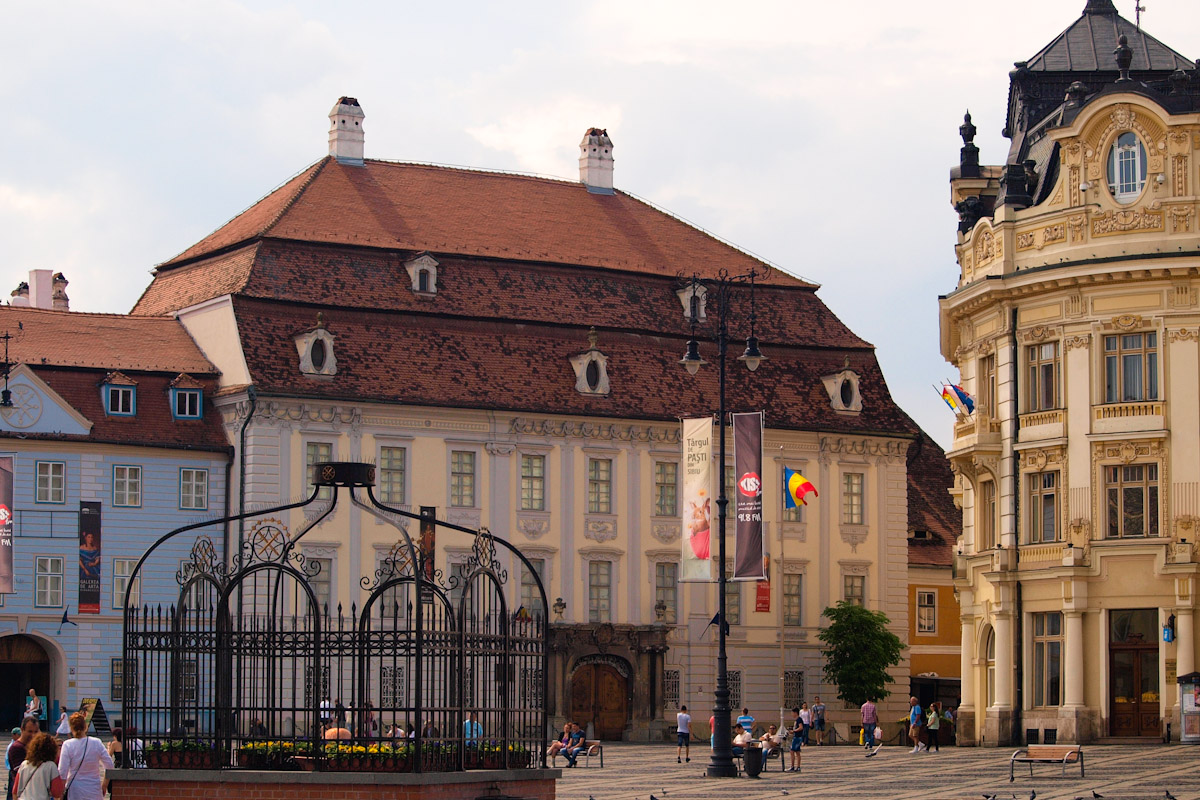
Narodowe Muzeum Brukenthala

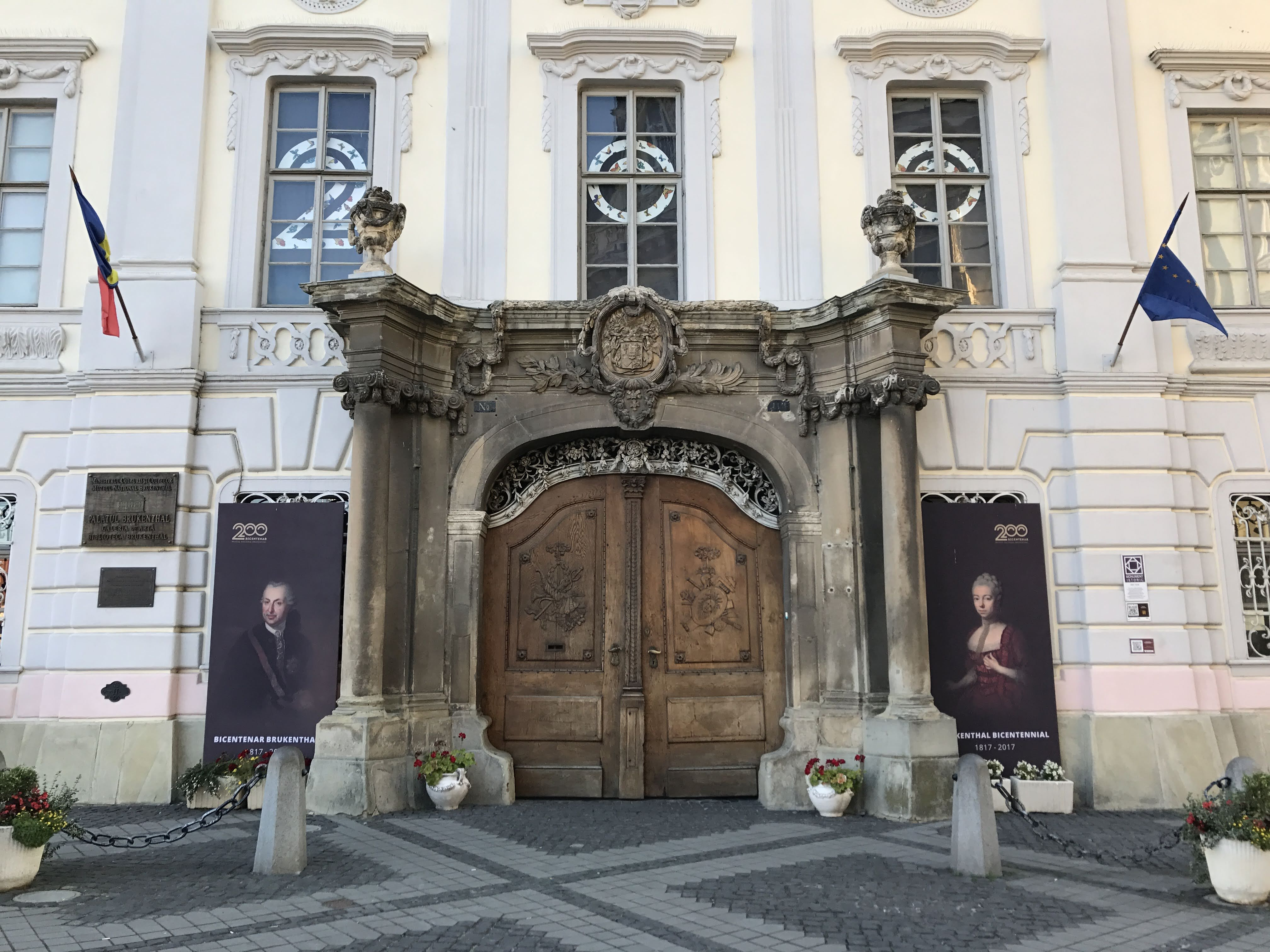
Wejście do muzeum

Narodowe Muzeum Brukenthala (rum. Muzeul Național Brukenthal) – muzeum w Sybinie w Rumunii, istniejące w pałacu Samuela Brukenthala – habsburskiego gubernatora Siedmiogrodu, który rozpoczął kompletowanie pierwszych kolekcji około 1790. Zbiory zostały oficjalnie otwarte w roku 1817. Oznacza to, że jest to najstarsza instytucja tego rodzaju w dzisiejszej Rumunii.

## Struktura muzeum
- Europejska Galeria Sztuki
- Rumuńska Galeria Sztuki
- Galeria Sztuki Współczesnej
- Muzeum Historyczne
- Muzeum Historii Naturalnej
- Muzeum Broni i Trofeów Myśliwskich
- Muzeum Farmacji
- Biblioteka Brukenthala

## Malarstwo flamandzkie i holenderskie w zbiorach muzeum
Vincent Adriaenssen (Gość bez weselnej szaty), Denis van Alsloot (Zimowy pejzaż), Leonaert Bramer (Piłat umywający ręce), Jan van Bijlert (Stara dama w okularach), Frans Boels (Skalisty pejzaż), Hendrick van Balen (Sad Parysa), Peter van Bredael (Dzień targowy przy moście San Angelo Rzymie), Joos van Craesbeeck (Wioskowy felczer), Jacob Duck (Mężczyzna palący fajkę), Jan van Essen (Widok portu w Neapolu), Jan van Eyck (Mężczyzna w niebieskim chaperonie), Jan Fyt (Martwa natura z papugą, Ptactwo pilnowane przez psy), Hendrick Goltzius (Adonis), Jan van Goyen (Pejzaż holenderski z rzeką, Pejzaż holenderski z wieśniakami), Jan Davidszoon de Heem (Owoce na zabytkowym postumencie ze św. Rodziną), Abraham Janssens (Ceres, Bachus i Wenus), Jacob Jordaens (Odpoczynek po polowaniu), Pieter van Laer (Polowanie na dzika), Hans Memling (Portret mężczyzny czytający książkę, Portret modlącej się kobiety), Michiel Mierevelt (Portret mężczyzny), Frans van Mieris Starszy (Portrert mężczyzny z fajką w oknie), Joos de Momper (Pejzaż górski z młynem), Jan Anthonisz. Ravestyn (Portret kobiety), Peter Paul Rubens (Św. Ignacy Loyola, św. Franciszek Ksawery), Roelandt Savery (Polowanie na jelenia), Frans Snyders (Martwa natura z homarem, Handlarz ptactwem), David Teniers (młodszy) (Porada lekarska, Flamandzka gospoda), Lucas van Valckenborch (Skalisty krajobraz), Jan Baptist Weenix (Pejzaż z pomnikiem wotywnym), Joachim Wtewael (Ceres i Sylen, Wenus z Kupidynem), Thomas Wyck (Młyn), Frans Ykens (Karpie na półmisku).

## Malarstwo włoskie w zbiorach muzeum
Paolo Alboni (Pejzaż z zabawą chłopską przy młynie), Paolo Anesi (Widok na Forum Romanum, Widok na Watykan z bazyliką św. Piotra), Antonello da Messina (Ukrzyżowanie), Jacopo Bassano (Głowa chłopca w berecie, Zwiastowanie pasterzom), Sisto Badalocchio (Chrystus w glorii), Francesco Giuseppe Casanova (Pejzaż z pasterzami na brzegu rzeki), Andrea Celesti (Wiosna, Lato, Jesień, Zima), Sebastiano Conca (Aurora), Francesco Fracanzano (Portret filozofa), Andrea Locatelli (Pejzaż włoski z ruinami, Pejzaż włoski z przełęczą), Alessandro Magnasco (Rabunek, Jałmużna w klasztorze, Porwanie Prozerpiny, Triumf wiary), Paolo Pagani (Satyr ofiarowujący czarę cydru Bachusowi), Giacomo del Po (Triumf Kościoła nad pogaństwem), Sebastiano Ricci (Medor i Angelica), Francesco Trevisani (Śmierć Kleopatry), Paolo Veronese (Portret dziecka).